# Parc du Mugel
Le parc du Mugel est un parc botanique situé à La Ciotat, dans les Bouches-du-Rhône.
Abrité des embruns par le Bec de l'Aigle et baigné par la Méditerranée, il bénéficie d'un climat propice, qui a permis de créer un parc original, ensemble de jardins et d'espaces sauvages, où les Ciotadens, comme les touristes, aiment à flâner. Ses allées arborées, sa bambouseraie, tout comme le point de vue du belvédère font la fierté des habitants de cette petite ville de la Côte d'Azur.

## Histoire du parc
Ce jardin est créé par Louis Fouquet en 1923, qui achète cette propriété pour en faire sa résidence secondaire.
En 1952, la ville de La Ciotat acquiert la moitié de la superficie du domaine. Trente ans plus tard, c'est le conseil général des Bouches-du-Rhône qui achète la deuxième moitié. En 1997, une collection de succulentes vient compléter les agaves et les cactus.
Ce parc a été en grande partie valorisé et aménagé entre 1999 et 2000 par l'Agence Paysage Ingénierie Conseils  de La Ciotat : réalisation de bassins, fontaines, palmeraie, bambouseraie, remise en état de l'éclairage ...

## Composition
Le parc, d'une surface d'environ 16 hectares, est adossé au Bec de l'Aigle. Celui-ci, constitué d'une roche rosée, appelée poudingue, donne son caractère original et coloré au parc. Par ailleurs, cette roche, dure et imperméable a permis de créer un véritable impluvium. Les calades (rigoles créées sur les pentes du Bec), permettaient de recueillir l'eau dans des bassins pour arroser les plantations nombreuses et exotiques du parc.
Compte tenu du sol siliceux, du climat propice et des efforts de mise en valeur, on trouve dans le parc des plantes variées et parfois inattendues dans cette région : bambous, oiseaux de paradis, cactus, palmiers, plantes aromatiques, chêne-liège, etc.
Une bastide occupée par un centre d'éducation à l'environnement (CPIE), l'Atelier bleu, domine le parc et offre une superbe vue sur le golfe de La Ciotat et l'île Verte. Un parc avec des jeux pour enfants complète l'ensemble.